# ثقافة الامواج

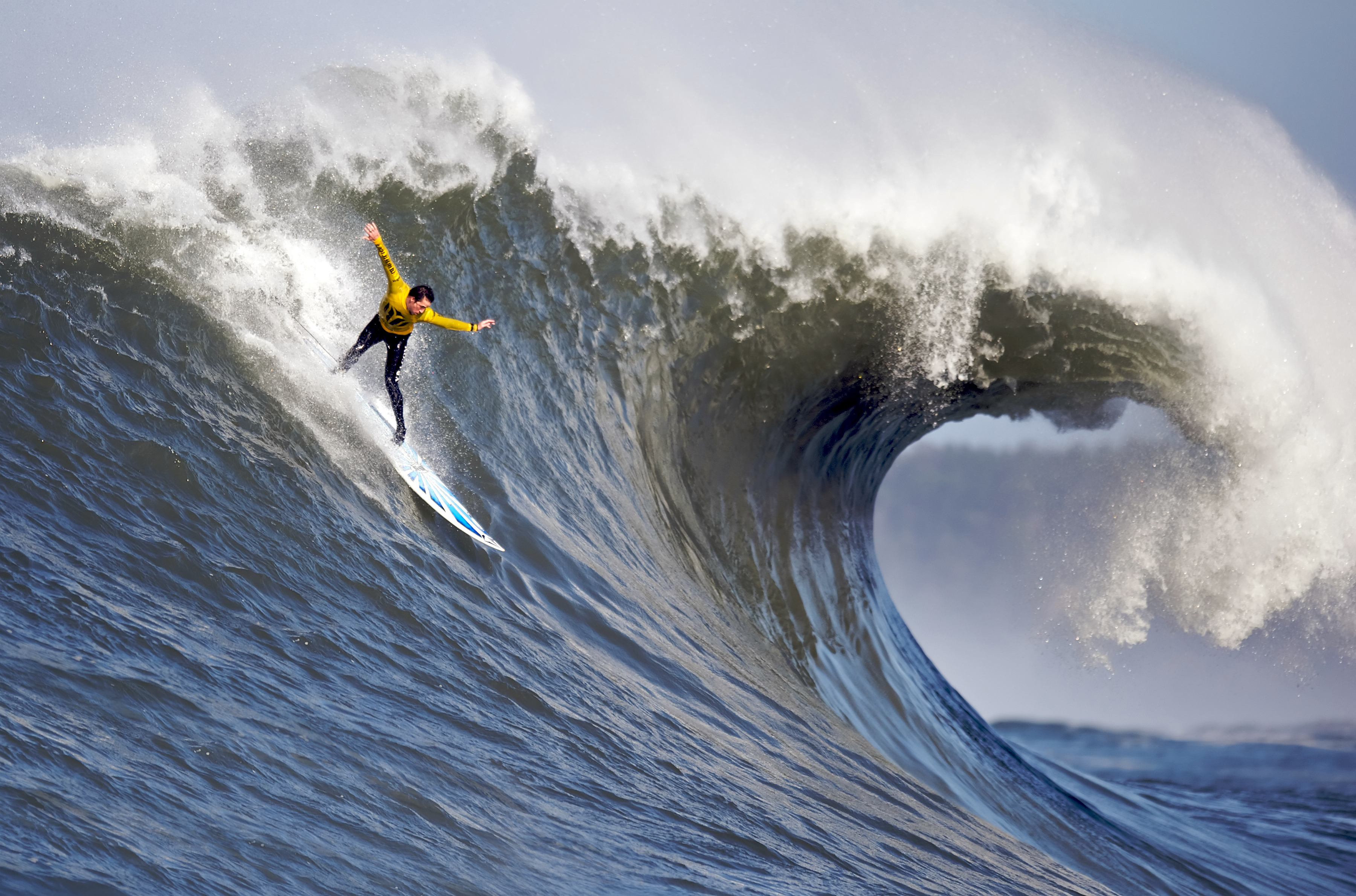
رياضة ركوب الأمواج المتكسرة على الشاطئ بواسطة لوح مخصص

تشمل ثقافة ركوب الأمواج الأشخاص واللغة والأزياء ونمط الحياة المحيط برياضة ركوب الأمواج. بدأ تاريخ ركوب الأمواج مع البولينيزيين (Polynesians) القدماء. أثرت تلك الثقافة الأولية بشكل مباشر على رياضة ركوب الأمواج الحديثة والتي بدأت في الازدهار والتطور في أوائل القرن العشرين، إذ بلغت شعبيتها ذروتها خلال الخمسينيات والستينيات «بشكل أساسي في هاواي وأستراليا وكاليفورنيا». لقد أثرت على الموسيقى والأزياء والأدب والأفلام والفن ولغة الشباب في الثقافة الشعبية. يستمر عدد راكبي الأمواج في جميع أنحاء العالم بالزيادة مع انتشار الثقافة.
إن رغبة راكبي الأمواج في ركوب أفضل الأمواج الممكنة تجعلهم يعتمدون على الظروف التي قد تتغير بسرعة، نظرًا إلى الطبيعة غير المتوقعة لأحداث الطقس وتأثيرها على سطح المحيط. نظرًا إلى أن ركوب الأمواج كان محدودًا بسبب الضرورة الجغرافية لساحل المحيط مع الشواطئ، فقد أثرت ثقافة حياة الشاطئ غالبًا على راكبي الأمواج والعكس صحيح. تأسست مجلة سيرفر في الستينيات عندما اكتسبت رياضة ركوب الأمواج شعبية وكانت الصوت الأولي لثقافة ركوب الأمواج التي تضمنت النشاط البيئي. اعتاد الموظفون أن يقولوا إنهم إذا عملوا بجد وصرخ أحدهم «الموج مرتفع!» سوف يفرغ المكتب فجأة. تعد المحلية أو الإقليمية جزءًا من تطوير ثقافة ركوب الأمواج إذ يدعي الأفراد أو مجموعات من راكبي الأمواج أن بعض مواقع ركوب الأمواج الرئيسية هي ملكهم.
تشمل جوانب ثقافة ركوب الأمواج في الستينيات في جنوب كاليفورنيا حيث نشرت لأول مرة، البكيني وملابس الشاطئ الأخرى، مثل الشورتات القصيرة أو حقائب الظهر وموسيقى ركوب الأمواج. طوّر راكبو الأمواج لوح التزلج ليكونوا قادرين على «ركوب الأمواج» على الأرض، بالإضافة إلى تطوير عدد من الرياضات اللوحية الأخرى.

## التنوع
برز التنوع في رياضة ركوب الأمواج في السنوات الأخيرة كونها قضية جديدة يتعين على مجتمع ركوب الأمواج التعامل معها. مع عالم ركوب الأمواج المحترف بقيادة راكبي الأمواج البرازيليين مثل إيتالو فيريرا (Italo Ferreira) وغابرييل ميدينا (Gabriel Medina)، ووجود رياضيين مثل مايكل فبراير(Michael February)، أول راكب أمواج أفريقي أسود في جولة البطولة، قد يبدو أن عالم ركوب الأمواج المحترف يتحرك في اتجاه الشمولية. ومع ذلك، فإن الشيء نفسه لا ينطبق بالضرورة على راكبي الأمواج العاديين في العالم في أماكن مثل الولايات المتحدة. كُرِسَت منظمات مثل مشروع «ركوب أمواج المدينة» في سان فرانسيسكو لجلب رياضة ركوب الأمواج للشباب المحرومين من الخلفيات السوداء واللاتينية. لخّص جيف ويليامز (Jeff Williams)، الرئيس المشارك لتجمع لوس أنجلوس بلاك سيرفر(Los Angeles Black Surfer's) منظمة شبيهة بِـ سي إس پي، تدعم الحاجة إلى هذه البرامج بقولها «في أي وقت تحاول فيه التحدث عن التنوع في ركوب الأمواج، كل ذلك يتلخص في الوصول»، مما يعني ضمنيًا أن الحواجز المالية والثقافية للدخول إلى المياه تمنع البعض الأفراد من مجتمعات الأقليات من المشاركة في الألعاب الرياضية. وفي الوقت نفسه، يشهد عالم ركوب الأمواج ثقافة ركوب الأمواج في أماكن لم يكن معظم راكبي الأمواج على دراية بها حتى هذه المرحلة. تأتي أحد الأمثلة على ذلك من مشروع الكتاب الجديد لسليما ماسيكيلا (Selema Masekela's)، وأفرو سرف (AfroSurf)، الذي يعرض تفاصيل انتشار ثقافة ركوب الأمواج وتلك التي في إفريقيا. لطالما كان ركوب الأمواج في جنوب إفريقيا جزءًا مهمًا من ثقافة ركوب الأمواج العالمية، ولكن كان يُنظر إلى ركوب الأمواج في بقية إفريقيا في المقام الأول على أنها عامل جذب سياحي لا ثقافة محلية حتى الآن، وفقًا لماسكيلا، «تتبنى هذه الأماكن ركوب الأمواج ثم تحقن ثقافتها فيها».

## المحلية
على الرغم من أن الأمواج تتكسر في كل مكان على طول الساحل، فإن الأماكن الجيدة لركوب الأمواج نادرة. قد يصبح كسر الأمواج الذي يشكل موجات كبيرة قابلة للركوب سلعة مرغوبة بسهولة، خاصة إذا كانت الموجة نادرًا ما تنكسر هناك. إذا كان هذا الفاصل بالقرب من مركز سكاني كبير به العديد من راكبي الأمواج فغالبًا ما تنشأ الإقليمية، يحرسها غالباً راكبو الأمواج الذين يعيشون حول مكان مرغوب فيه لركوب الأمواج بغيرة، ومن هنا جاءت عبارة «السكان المحليون فقط»، التعبير شائع في البلدات الشاطئية، خاصة تلك التي تجذب المستجمين الموسميين الذين يعيشون خارج المنطقة. يُعبَر عن المحلية عندما ينخرط راكبو الأمواج في تهديدات لفظية أو جسدية أو إساءة لردع الناس عن ركوب الأمواج في أماكن معينة. يعتمد جزئيًا على الاعتقاد بأن عددًا أقل من الأشخاص يعني المزيد من الأمواج لكل راكب أمواج.
من المعروف أن بعض السكان المحليين يشكلون عصابات فضفاضة تمارس رياضة ركوب الأمواج في بعض الاستراحات أو الشواطئ وتحمي «أراضيهم» بشدة من الغرباء. غالبًا ما يُشار إلى راكبي الأمواج هؤلاء باسم «الأشرار المتزلجين» أو«نازيو الأمواج». من المعروف تهديد عصابات ركوب الأمواج المحلية في جنوب كاليفورنيا «ماليبو المحليون فقط ولونادا باي بويز» وتلك الموجودة في جزيرة هاواي «دا هوي» الزوار بالعنف الجسدي لغزو أراضيهم. في جنوب كاليفورنيا، يتعامل راكبو الأمواج المحليون بشكل خاص مع راكبي الأمواج من وادي سان فرناندو (San Fernando Valley) الذين يسمونهم «الوديان» أو «مهووسو الوادي».
نشأ مصطلح «ركوب الأمواج النازي» في الستينيات من القرن الماضي لوصف متصفحي الأمواج الإقليميين والعدوانيين والمهوسين وغالبًا ما يشاركون في عصابات ركوب الأمواج أو نوادي ركوب الأمواج. يُستخدَم مصطلح «نازي ركوب الأمواج» في الأصل للإشارة إلى الإقليمية الصارمة والعنف والعداء للغرباء والهوس المطلق بركوب الأمواج الذي كان من سمات ما يسمى «نازي ركوب الأمواج». ومع ذلك، تراجع بعض راكبي الأمواج عن هذا المصطلح وقبلوا به، واعتنق عدد قليل النازية أو الرمزية النازية. احتضنت بعض نوادي ركوب الأمواج في الستينيات لا سيما رياح البحر لا جولا (La Jolla)، المصطلح باستخدام رمز الصليب المعقوف على ألواحها وجرى تحديدها مع النازية باعتبارها ثقافة مضادة «على الرغم من أن هذا قد يكون مجرد محاولة لعزل أو تخويف غير السكان المحليين وربما قد جرى احتضان لسان علامة «تصفح النازي» كشكل من أشكال التمرد».